# I Am Groot
I Am Groot è una serie animata di cortometraggi del 2022 creata da Kristen Lepore e distribuita da Disney+.
La serie è basata sul personaggio di Groot di Marvel Comics. La serie presenta personaggi del Marvel Cinematic Universe (MCU) e segue le avventure di Baby Groot tra gli eventi di Guardiani della Galassia (2014) e di una delle scene durante i titoli di coda di Guardiani della Galassia Vol. 2 (2017); è la seconda serie animata dei Marvel Studios.
Nella versione originale delle serie, i personaggi sono stati doppiati da Vin Diesel, che riprende il ruolo di voce di Baby Groot dai film del MCU,  Bradley Cooper, che doppia il personaggio di Rocket Raccoon e Jeffrey Wright, che riprende il doppiaggio di Uatu l'Osservatore dalla serie animata What If...? (2021).

## Trama
Ogni episodio segue Baby Groot mentre cresce nella galassia, incontrando nuovi e insoliti personaggi e compiendo nuove avventure.

## Episodi
| Stagione         | Episodi | Pubblicazione |
| ---------------- | ------- | ------------- |
| Prima stagione   | 5       | 2022          |
| Seconda stagione | 5       | 2023          |

## Produzione

### Sviluppo
Nel dicembre 2020, il presidente dei Marvel Studios Kevin Feige ha annunciato la serie I Am Groot. James Gunn ha confermato nell'aprile 2021 che la serie sarebbe stata animata.
Nel luglio 2022 è stata annunciata una seconda stagione, composta sempre da cinque episodi.

### Cast
Nel giugno 2022 è stato reso noto che Vin Diesel avrebbe dato la voce a Baby Groot; mentre il mese successivo è stato annunciato che Bradley Cooper avrebbe ripreso il suo ruolo di Rocket.

### Post-produzione
La post-produzione è iniziata nell'agosto 2021.

## Promozione
Il trailer è stato diffuso online il 22 luglio 2022.

## Distribuzione
Gli episodi sono stati distribuiti su Disney+ il 10 agosto 2022.

## Accoglienza

### Critica
Sull'aggregatore di recensioni Rotten Tomatoes la prima stagione della serie ottiene l’87% delle recensioni professionali positive, con un voto medio di 7.70 su 10 basato su 15 critiche.